# 巩固泡
巩固泡是一个位于中国吉林省大安县的湖泊，面积约为2.6平方千米，平均水深约为1.5米。